# Aachener Turn- und Sportverein Alemannia 1900 1963-1964
Questa voce raccoglie le informazioni riguardanti l'Aachener Turn- und Sportverein Alemannia 1900 nelle competizioni ufficiali della stagione 1963-1964.

## Stagione
Nella stagione 1963-1964 l'Alemannia, allenato da Oswald Pfau, concluse il campionato di Regionalliga ovest al 1º posto. Negli spareggi promozione l'Alemannia fu eliminato nella fase a gironi.

## Rosa
| N. |                     | Ruolo | Calciatore         |
| -- | ------------------- | ----- | ------------------ |
|    | Germania (bandiera) | P     | Günter Knops       |
|    | Germania (bandiera) | P     | Gerhard Prokop     |
|    | Germania (bandiera) | P     | Heinz Schors       |
|    | Germania (bandiera) | D     | Herbert Krisp      |
|    | Germania (bandiera) | D     | Werner Nievelstein |
|    | Germania (bandiera) | D     | Josef Thelen       |
|    | Germania (bandiera) | D     | Josef Zartenaer    |
|    | Croazia (bandiera)  | D     | Branko Zebec       |
|    | Germania (bandiera) | C     | Christian Breuer   |
|    | Germania (bandiera) | C     | Gerald Hensen      |
|    | Germania (bandiera) | C     | Willi Krieger      |
|    | Germania (bandiera) | C     | Herbert Kriescher  |
|    | Germania (bandiera) | C     | Teddy Laumann      |

| N. |                     | Ruolo | Calciatore           |
| -- | ------------------- | ----- | -------------------- |
|    | Germania (bandiera) | C     | Josef Martinelli     |
|    | Germania (bandiera) | C     | Manfred Nolden       |
|    | Germania (bandiera) | A     | Willi Bergstein      |
|    | Germania (bandiera) | A     | Hans Broichhausen    |
|    | Germania (bandiera) | A     | Hans-Dieter Esser    |
|    | Germania (bandiera) | A     | Alfred Glenski       |
|    | Germania (bandiera) | A     | Horst-Dieter Gnielka |
|    | Germania (bandiera) | A     | Herbert Gronen       |
|    | Germania (bandiera) | A     | Erich Hahn           |
|    | Germania (bandiera) | A     | Hans-Josef Knauf     |
|    | Germania (bandiera) | A     | Hans Lipka           |
|    | Germania (bandiera) | A     | Peter Stopka         |

## Organigramma societario
Area tecnica
- Allenatore: Oswald Pfau
- Allenatore in seconda:
- Preparatore dei portieri:
- Preparatori atletici:
- Analisi video:

## Calciomercato

### Sessione estiva
| Acquisti | Acquisti       | Acquisti              | Acquisti |
| R.       | Nome           | da                    | Modalità |
| -------- | -------------- | --------------------- | -------- |
| A        | Herbert Gronen | Borussia Brand        |          |
| A        | Erich Hahn     | Eintracht Francoforte |          |
| C        | Willi Krieger  | Düren 99              |          |
| P        | Gerhard Prokop | Gladbeck 1920/52      |          |

| Cessioni | Cessioni         | Cessioni         | Cessioni |
| R.       | Nome             | a                | Modalità |
| -------- | ---------------- | ---------------- | -------- |
| P        | Vladimir Beara   | Viktoria Colonia |          |
| A        | Bernhard Schwier | Tasmania Berlino |          |

## Risultati

### Regionalliga

#### Girone di andata
| 4 agosto 1963 1ª giornata | STV Horst-Emscher | 1 – 1 | Alemannia Aquisgrana |  |

| 11 agosto 1963 2ª giornata | Alemannia Aquisgrana | 2 – 1 | Schwarz-Weiß Essen |  |

| 18 agosto 1963 3ª giornata | Alemannia Aquisgrana | 2 – 0 | Bottrop |  |

| 25 agosto 1963 4ª giornata | Borussia M'gladbach | 2 – 3 | Alemannia Aquisgrana |  |

| 1º settembre 1963 5ª giornata | Alemannia Aquisgrana | 4 – 1 | Fortuna Düsseldorf |  |

| 8 settembre 1963 6ª giornata | Viktoria Colonia | 2 – 1 | Alemannia Aquisgrana |  |

| 15 settembre 1963 7ª giornata | Alemannia Aquisgrana | 5 – 0 | Hamborn 07 |  |

| 22 settembre 1963 8ª giornata | Lüner | 2 – 6 | Alemannia Aquisgrana |  |

| 29 settembre 1963 9ª giornata | Alemannia Aquisgrana | 7 – 0 | Herten |  |

| 6 ottobre 1963 10ª giornata | TuS Duisburg 1848/99 | 2 – 3 | Alemannia Aquisgrana |  |

| Arbitro: | Schubring |

|                               |           |                |
| Martinelli 17’, 89’ Esser 48’ | Marcatori | 28’ Feigenspan |

| Arbitro: | Nawrocki |

|             |           |                |
| Benning 36’ | Marcatori | 20’, 86’ Esser |

| Arbitro: | Hense |

|           |           |  |
| Lipka 52’ | Marcatori |  |

| Arbitro: | Weyland |

|                |           |  |
| Haase 60’, 70’ | Marcatori |  |

| Arbitro: | Krumnack |

|                                |           |                 |
| Martinelli 22’, 35’ Gronen 55’ | Marcatori | 68’ Heydenreich |

| Arbitro: | Höfer |

|             |           |               |
| Flieger 46’ | Marcatori | 1’ Martinelli |

| Arbitro: | Wortmann |

|                     |           |  |
| Martinelli 12’, 43’ | Marcatori |  |

| Arbitro: | Schörnich |

|          |           |         |
| Sell 59’ | Marcatori | 2’ Hahn |

| Arbitro: | Werthmann |

|                           |           |            |
| Nolden 42’ Martinelli 88’ | Marcatori | 19’ Fliege |

#### Girone di ritorno
| Arbitro: | Irmer |

|             |           |                                                                             |
| Kördell 50’ | Marcatori | 7’, 40’, 57’, 85’ Martinelli 17’ Lipka 42’, 80’ Glenski 83’ Gronen 89’ Hahn |

| Arbitro: | Kammann |

|                                                    |           |  |
| Martinelli 33’, 45’, 64’ Hahn 40’, 58’ Glenski 68’ | Marcatori |  |

| Arbitro: | Wortmann |

|                                       |           |  |
| Martinelli 41’ Gronen 70’ Glenski 88’ | Marcatori |  |

| Arbitro: | Beinke |

|                                    |           |                                   |
| Meyer 1’, 18’, 49’ Straus 22’, 41’ | Marcatori | 40’ Lipka 54’ Hahn 65’ Martinelli |

| Arbitro: | Silva |

|                           |           |  |
| Breuer 54’ Martinelli 80’ | Marcatori |  |

| Duisburg 2 febbraio 1964 25ª giornata | Hamborn 07 | 0 – 0 referto | Alemannia Aquisgrana | August-Thyssen-Stadion (5 000 spett.) |

| Arbitro: | Rudloff |

|                         |           |  |
| Bergstein 58’ Lipka 64’ | Marcatori |  |

| Bottrop 23 febbraio 1964 27ª giornata                                         | Bottrop   | 2 – 1 referto  | Alemannia Aquisgrana | Jahnstadion (9 000 spett.) |
| \| \| \| \| \| Beckfeld 4’ Lukaschewski 52’ \| Marcatori \| 54’ Martinelli \| |           |                |                      |                            |
|                                                                               |           |                |                      |                            |
| Beckfeld 4’ Lukaschewski 52’                                                  | Marcatori | 54’ Martinelli |                      |                            |

| Arbitro: | Hoffmann |

|          |           |                  |
| Blum 55’ | Marcatori | 32’, 32’ Gnielka |

| Arbitro: | Epping |

|                                     |           |  |
| Hahn 48’, 87’ Lipka 77’ Gnielka 85’ | Marcatori |  |

| Arbitro: | Oelmann |

|                                                           |           |  |
| Esser 14’, 36’ Gronen 18’ Martinelli 29’, 76’ Gnielka 82’ | Marcatori |  |

| Essen 22 marzo 1964 31ª giornata                                                             | Rot-Weiss Essen | 2 – 3 referto                  | Alemannia Aquisgrana | Stadion an der Hafenstraße (10 000 spett.) |
| \| \| \| \| \| Hasebrink 8’ Wiedemeier 61’ \| Marcatori \| 24’ (aut.) Will 43’, 82’ Esser \| |                 |                                |                      |                                            |
|                                                                                              |                 |                                |                      |                                            |
| Hasebrink 8’ Wiedemeier 61’                                                                  | Marcatori       | 24’ (aut.) Will 43’, 82’ Esser |                      |                                            |

| Arbitro: | Pescher |

|            |           |  |
| Breuer 16’ | Marcatori |  |

| Arbitro: | Klösters |

|                |           |                             |
| Sondermann 68’ | Marcatori | 22’ Broichhausen 26’ Breuer |

| Arbitro: | Höfer |

|  |           |               |
|  | Marcatori | 69’ Ratajczak |

| Arbitro: | Nawrocki |

|                                 |           |  |
| Laszig 7’ Siemensmeyer 48’, 80’ | Marcatori |  |

| Arbitro: | Kasper |

|                                                                          |           |  |
| Gronen 16’ Breuer 20’ Martinelli 59’, 61’, 74’, 88’ Glenski 69’ Hahn 78’ | Marcatori |  |

| Arbitro: | Krumnack |

|                        |           |                      |
| Tönges 65’ Arnrich 73’ | Marcatori | 53’ Glenski 72’ Hahn |

| Arbitro: | Oelmann |

|  |           |                            |
|  | Marcatori | 37’ Martinelli 60’ Glenski |

### Spareggi promozione
| Arbitro: | Schulenburg |

|                                  |           |  |
| Kapitulski 31’ Dausmann 61’, 84’ | Marcatori |  |

| Arbitro: | Ott |

|                   |           |                         |
| Breuer 78’ (rig.) | Marcatori | 53’ Jendrosch 75’ Assmy |

| Arbitro: | Jacobi |

|                        |           |            |
| Rodekamp 7’ Gräber 62’ | Marcatori | 19’ Breuer |

| Arbitro: | Deuschel |

|                                |           |                           |
| Gronen 23’ Hahn 80’ Breuer 86’ | Marcatori | 18’ Laszig 71’ Kellermann |

| Arbitro: | Regely |

|                         |           |  |
| Kuster 3’ Jendrosch 15’ | Marcatori |  |

| Arbitro: | Zimmermann |

|                                                       |           |              |
| Krieger 22’ Broichhausen 31’, 56’ Hahn 57’ Breuer 65’ | Marcatori | 18’ Dausmann |

## Statistiche

### Statistiche di squadra
| Competizione        | Punti | In casa | In casa | In casa | In casa | In casa | In casa | In trasferta | In trasferta | In trasferta | In trasferta | In trasferta | In trasferta | Totale | Totale | Totale | Totale | Totale | Totale | DR  |
| Competizione        | Punti | G       | V       | N       | P       | Gf      | Gs      | G            | V            | N            | P            | Gf           | Gs           | G      | V      | N      | P      | Gf     | Gs     | DR  |
| ------------------- | ----- | ------- | ------- | ------- | ------- | ------- | ------- | ------------ | ------------ | ------------ | ------------ | ------------ | ------------ | ------ | ------ | ------ | ------ | ------ | ------ | --- |
| Regionalliga ovest  | 59    | 19      | 18      | 0       | 1       | 63      | 6       | 19           | 9            | 5            | 5            | 42           | 31           | 38     | 27     | 5      | 6      | 105    | 37     | +68 |
| Spareggi promozione | -     | 3       | 2       | 0       | 1       | 9       | 5       | 3            | 0            | 0            | 3            | 1            | 7            | 6      | 2      | 0      | 4      | 10     | 12     | -2  |
| Totale              | 59    | 22      | 20      | 0       | 2       | 72      | 11      | 22           | 9            | 5            | 8            | 43           | 38           | 44     | 29     | 5      | 10     | 115    | 49     | +66 |

### Andamento in campionato
| Giornata  | 1 | 2 | 3 | 4 | 5 | 6 | 7 | 8 | 9 | 10 | 11 | 12 | 13 | 14 | 15 | 16 | 17 | 18 | 19 | 20 | 21 | 22 | 23 | 24 | 25 | 26 | 27 | 28 | 29 | 30 | 31 | 32 | 33 | 34 | 35 | 36 | 37 | 38 |
| --------- | - | - | - | - | - | - | - | - | - | -- | -- | -- | -- | -- | -- | -- | -- | -- | -- | -- | -- | -- | -- | -- | -- | -- | -- | -- | -- | -- | -- | -- | -- | -- | -- | -- | -- | -- |
| Luogo     | T | C | C | T | C | T | C | T | C | T  | C  | T  | C  | T  | C  | T  | C  | T  | C  | T  | C  | C  | T  | C  | T  | C  | T  | T  | C  | C  | T  | C  | T  | C  | T  | C  | T  | T  |
| Risultato | N | V | V | V | V | P | V | V | V | V  | V  | V  | V  | P  | V  | N  | V  | N  | V  | V  | V  | V  | P  | V  | N  | V  | P  | V  | V  | V  | V  | V  | V  | P  | P  | V  | N  | V  |
| Posizione | 8 | 6 | 4 | 5 | 3 | 4 | 3 | 2 | 2 | 2  | 1  | 1  | 1  | 1  | 1  | 1  | 1  | 1  | 1  | 1  | 1  | 1  | 1  | 1  | 1  | 1  | 1  | 1  | 1  | 1  | 1  | 1  | 1  | 1  | 1  | 1  | 1  | 1  |

Legenda:

Luogo: C = Casa; T = Trasferta. Risultato: V = Vittoria; N = Pareggio; P = Sconfitta.

### Statistiche dei giocatori
| Giocatore       | Spareggi promozione | Spareggi promozione | Spareggi promozione | Spareggi promozione | Regionalliga ovest | Regionalliga ovest | Regionalliga ovest | Regionalliga ovest | Totale   | Totale | Totale      | Totale     |
| Giocatore       | Presenze            | Reti                | Ammonizioni         | Espulsioni          | Presenze           | Reti               | Ammonizioni        | Espulsioni         | Presenze | Reti   | Ammonizioni | Espulsioni |
| --------------- | ------------------- | ------------------- | ------------------- | ------------------- | ------------------ | ------------------ | ------------------ | ------------------ | -------- | ------ | ----------- | ---------- |
| W. Bergstein    | 1                   | 0                   | 0                   | 0                   | 4                  | 1                  | 0                  | 0                  | 5        | 1      | 0           | 0          |
| C. Breuer       | 6                   | 4                   | 0                   | 0                   | 28                 | 4                  | 0                  | 0                  | 34       | 8      | 0           | 0          |
| H. Broichhausen | 3                   | 2                   | 0                   | 0                   | 9                  | 1                  | 0                  | 0                  | 12       | 3      | 0           | 0          |
| H. Esser        | 1                   | 0                   | 0                   | 0                   | 11                 | 7                  | 0                  | 0                  | 12       | 7      | 0           | 0          |
| A. Glenski      | 6                   | 0                   | 0                   | 0                   | 17                 | 7                  | 0                  | 0                  | 23       | 7      | 0           | 0          |
| H. Gnielka      | 1                   | 0                   | 0                   | 0                   | 9                  | 4                  | 0                  | 0                  | 10       | 4      | 0           | 0          |
| H. Gronen       | 5                   | 1                   | 0                   | 0                   | 21                 | 5                  | 0                  | 0                  | 26       | 6      | 0           | 0          |
| E. Hahn         | 5                   | 2                   | 0                   | 0                   | 25                 | 9                  | 0                  | 0                  | 30       | 11     | 0           | 0          |
| G. Hensen       | 0                   | 0                   | 0                   | 0                   | 1                  | 0                  | 0                  | 0                  | 1        | 0      | 0           | 0          |
| H. Knauf        | 0                   | 0                   | 0                   | 0                   | 0                  | 0                  | 0                  | 0                  | 0        | 0      | 0           | 0          |
| G. Knops        | 0                   | 0                   | 0                   | 0                   | 4                  | 0                  | 0                  | 0                  | 4        | 0      | 0           | 0          |
| W. Krieger      | 3                   | 1                   | 0                   | 0                   | 0                  | 0                  | 0                  | 0                  | 3        | 1      | 0           | 0          |
| H. Kriescher    | 1                   | 0                   | 0                   | 0                   | 0                  | 0                  | 0                  | 0                  | 1        | 0      | 0           | 0          |
| H. Krisp        | 5                   | 0                   | 0                   | 0                   | 23                 | 0                  | 0                  | 0                  | 28       | 0      | 0           | 0          |
| T. Laumann      | 2                   | 0                   | 0                   | 0                   | 22                 | 0                  | 0                  | 0                  | 24       | 0      | 0           | 0          |
| H. Lipka        | 0                   | 0                   | 0                   | 0                   | 18                 | 5                  | 0                  | 0                  | 18       | 5      | 0           | 0          |
| J. Martinelli   | 6                   | 0                   | 0                   | 0                   | 24                 | 26                 | 0                  | 1                  | 30       | 26     | 0           | 1          |
| W. Nievelstein  | 6                   | 0                   | 0                   | 0                   | 25                 | 0                  | 0                  | 0                  | 31       | 0      | 0           | 0          |
| M. Nolden       | 0                   | 0                   | 0                   | 0                   | 2                  | 1                  | 0                  | 0                  | 2        | 1      | 0           | 0          |
| G. Prokop       | 6                   | 0                   | 0                   | 0                   | 24                 | 0                  | 0                  | 0                  | 30       | 0      | 0           | 0          |
| H. Schors       | 0                   | 0                   | 0                   | 0                   | 0                  | 0                  | 0                  | 0                  | 0        | 0      | 0           | 0          |
| P. Stopka       | 1                   | 0                   | 0                   | 0                   | 1                  | 0                  | 0                  | 0                  | 2        | 0      | 0           | 0          |
| J. Thelen       | 4                   | 0                   | 0                   | 0                   | 6                  | 0                  | 0                  | 0                  | 10       | 0      | 0           | 0          |
| J. Zartenaer    | 3                   | 0                   | 0                   | 0                   | 6                  | 0                  | 0                  | 0                  | 9        | 0      | 0           | 0          |
| B. Zebec        | 1                   | 0                   | 0                   | 0                   | 28                 | 0                  | 0                  | 0                  | 29       | 0      | 0           | 0          |